# Österreichische Handballmeisterschaft (Frauen) 2025/26
Die 55. Saison der WHA Meisterliga beginnt im September 2025.
In der höchsten österreichischen Frauenliga sind 12 Mannschaften vertreten.

## Modus
Im Grunddurchgang spielen zwölf Mannschaften ein Doppelrundenturnier. Das Play-off um den Meistertitel wird in Form eines „Final-Four“ im Europacup-Modus ausgespielt: Im Semifinale trifft der Erste auf den Vierten, der Zweite auf den Dritten. Das Finale wird im Modus „Best of three“ ausgetragen.

## Grunddurchgang
| Pl.                               | Verein                     | Sp. | S | U | N | Tore  | Diff. | Punkte |
| --------------------------------- | -------------------------- | --- | - | - | - | ----- | ----- | ------ |
| 1.                                | Hypo NÖ (M)                | 0   | 0 | 0 | 0 | 00:00 | ±0    | 0      |
| 2.                                | WAT Atzgersdorf            | 0   | 0 | 0 | 0 | 00:00 | ±0    | 0      |
| 3.                                | UHC Tulln                  | 0   | 0 | 0 | 0 | 00:00 | ±0    | 0      |
| 4.                                | JAGS WV Wr. Neustadt       | 0   | 0 | 0 | 0 | 00:00 | ±0    | 0      |
| 5.                                | Union Korneuburg           | 0   | 0 | 0 | 0 | 00:00 | ±0    | 0      |
| 6.                                | BT Füchse                  | 0   | 0 | 0 | 0 | 00:00 | ±0    | 0      |
| 7.                                | Union St. Pölten           | 0   | 0 | 0 | 0 | 00:00 | ±0    | 0      |
| 8.                                | MGA Fivers Wien            | 0   | 0 | 0 | 0 | 00:00 | ±0    | 0      |
| 9.                                | SSV Dornbirn Schoren       | 0   | 0 | 0 | 0 | 00:00 | ±0    | 0      |
| 10.                               | HC BW Feldkirch            | 0   | 0 | 0 | 0 | 00:00 | ±0    | 0      |
| 11.                               | UHC Stockerau              | 0   | 0 | 0 | 0 | 00:00 | ±0    | 0      |
| 12.                               | GKL Krems - Langenlois (A) | 0   | 0 | 0 | 0 | 00:00 | ±0    | 0      |
| Quelle: ÖHB, Stand: 18. Juli 2025 |                            |     |   |   |   |       |       |        |

|     | Halbfinale                    |
|     | Abstieg                       |
| (M) | Meister der letzten Saison    |
| (A) | Aufsteiger der letzten Saison |